# Sidi Abdelli
Sidi Abdelli là một đô thị thuộc tỉnh Tlemcen, Algérie. Dân số thời điểm năm 2002 là 16.5 người.